# Сарайлия Милутинович, Сима
Симеон (Сима) Милутинович Сарайлия (серб. Симеон "Сима" Милутиновић "Сарајлија"; 3 октября 1791, Сараево — 30 декабря 1847, Белград) — сербский поэт, прозаик, историк, драматург, переводчик. Член Общества сербской литературы (с 1842).

## Биография
Сын торговца. Участник сербского национально-освободительного движения начала XIX в. Гайдук. Сражался в партизанском отряде. Именно во время борьбы с турками-османами появились его первые стихи. В основном это были песни о любви, вдохновленные первой большой любовью — Фатимой. После поражения Первого сербского восстания учительствовал в Видине. Провёл год или два в турецкой темнице. Бежав от турок, отправился в Кишинев, тогда входивший в состав Российской империи, где оставался достаточно долго, и где написал поэму «Сербиянка». В 1825 году отправился в Германию, поступил в Лейпцигский университет, но учёбы не закончил.
Вернувшись на родину, служил секретарём у епископа Черногории, был учителем племянника епископа — Петра II Петровича. Занимался дипломатической деятельностью.
В литературе выступил как представитель раннего романтизма. Литературный критик Йован Скерлич назвал его первым сербским романтиком.
Его лирика и патриотическая поэма «Сербиянка» (1826), воспевшая сербское восстание 1804—1813, тесно связаны с фольклором.
С. Милутинович — один из первых сербских драматургов, автор исторических драм «Гордость черногорская» (1835) и «Трагедия Обилич» (1837).
Автор исторических трудов, в том числе «Истории Сербии с начала 1813 до конца 1815 г.» (1837).
Похоронен на кладбище у Церкви Святого Марка в Белграде.

## Избранные произведения
- Serbijanka (эпическая поэма)
- Nekolike pjesnice, stare, nove, prevedene i sočinjene Simom Milutinovićem Sarajlijom (сборник стихов и поэм)
- Zorica (сборник стихов)
- Tragedija Obilić (эпическая поэма о Милоше Обиличе)
- Raspjevke Talfiji (сборник стихов)
- Dika crnogorska (драма)
- Istorija Crne Gore (история Черногории)
- Pjevanija crnogorska i hercegovačka (сборник стихов о Черногории и Герцеговине)
- Tragedija vožda Karađorđa